# Allerhöchste Belobung
Die Allerhöchste Belobung war eine österreichisch-ungarische Auszeichnung „für herausragende Leistungen im Kriege“, die schriftlich von allerhöchster Stelle, also dem Kaiser, zuerkannt wurde.
An ihre Stelle trat am 12. März 1890 als sichtbares und an der Uniform tragbares Zeichen das Signum Laudis (lateinisch für „Zeichen des Lobes“), die Militär-Verdienstmedaille.

## Quelle
- Signum laudis. In: Brockhaus’ Kleines Konversations-Lexikon. Fünfte Auflage, Band 2. Leipzig 1911, S. 704.